# Меморіал Івана Глінки 1997
Турнір трьох націй (англ. Trois nations) — 7-й міжнародний юніорський хокейний турнір.

## Підсумкова таблиця
| М  | Команда    |
| -- | ---------- |
| 1. | Канада     |
| 2. | Чехія      |
| 3. | Словаччина |